# Van Beresteyn

Geslachtswapen (1825)

Van Beresteyn (ook: Van Beresteijn) is een Nederlands geslacht, waarvan leden vanaf 1825 behoren tot de Nederlandse adel.

## Geschiedenis
De stamreeks begint met Jan Barbier die in 1486 te Amsterdam vermeld wordt. Een directe afstammeling werd bewindhebber van de VOC, kamer Delft. Voorts werd nageslacht regent te Amsterdam, Haarlem, Delft en 's-Hertogenbosch. In 1681 werden leden van de familie eigenaar van heerlijkheid en kasteel Maurick, dat tot 1884 in de familie zou blijven. Bij KB van 1 oktober 1825 werden vier leden van het geslacht verheven in de Nederlandse adel, terwijl enkele maanden later bij brief werd te kennen gegeven dat nog een vijfde familielid in dit besluit moest worden begrepen.
Een van de bekendste leden van dit geslacht is de genealoog jhr. mr. dr. Eeltjo van Beresteyn (1876-1948), oprichter en eerste directeur van het Centraal Bureau voor Genealogie.
In 1988 leefden er nog drie mannelijke telgen: de chef de famille en zijn ongehuwde zoon, en een verre neef, respectievelijk geboren in 1909 (overleden in 1996), 1950 en 1926. Het geslacht staat op uitsterven.

### De kist van Beresteyn
In 1606 overleed Maria Knobbert-Duyst (1530-1606) die bij testament uit 1585 had bepaald dat een deel van haar nalatenschap bestemd moest worden voor financiële ondersteuning van nazaten. Haar dochter Volckera Knobbert (1554-1634) en haar man Paulus van Beresteyn (1548-1625), grootouders van mr. Christiaan van Beresteyn (1616-1680), waren de eerste bestuurders van wat later genoemd werd het "Pieuse fonds van Maria Duyst", maar bekend werd als "De kist van Beresteyn". In 1636 had namelijk Cornelis van Beresteyn (1586-1638), zoon van genoemd echtpaar, een kist laten maken waarin de administratie van het fonds bewaard zou moeten worden; deze nog bestaande kist draagt de geslachtswapens van Duyst, Knobbert en Van Beresteyn.

## Enkele telgen

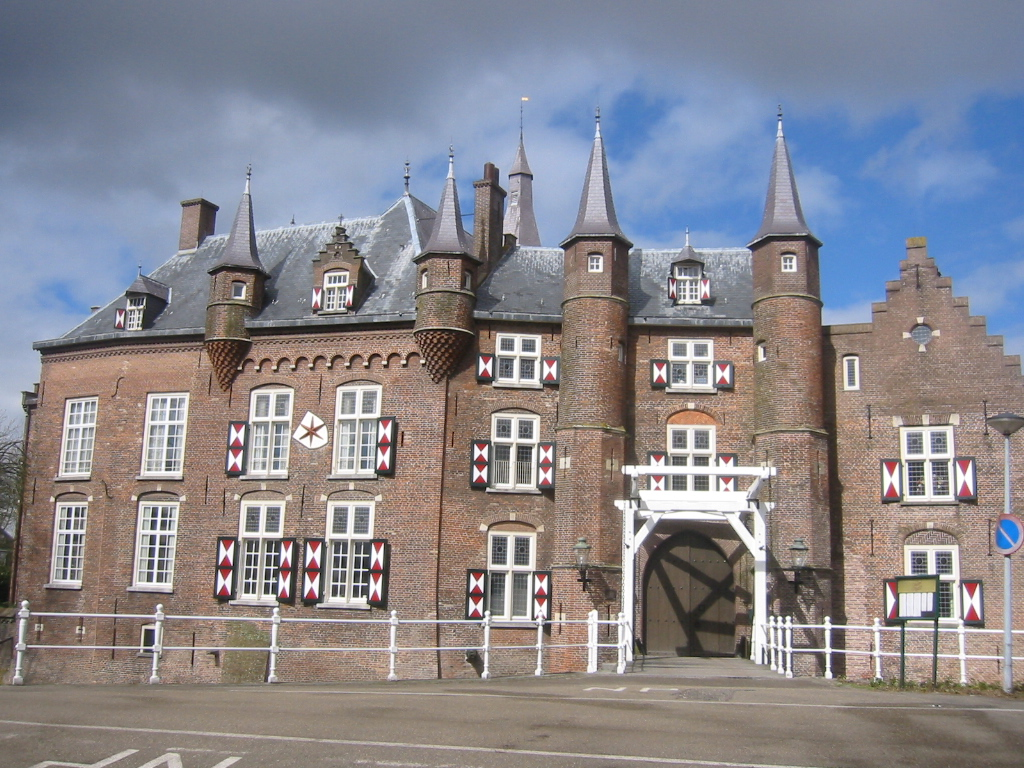
Kasteel Maurick, Vught (2006)

Mr. Christiaan van Beresteyn, heer van Geffen (1679, door koop) (1616-1680), 1e pensionaris en raad in de vroedschap van 's-Hertogenbosch; trouwde in 1645 met Jacqueline Brouart, vrouwe van Maurick (1681, door koop) (1627-1691)
- Thomas van Beresteyn, heer van Maurick (1647-1708), officier, schepen van 's-Hertogenbosch
  - Mr. Christiaan Paulus van Beresteyn, heer van Maurick en de Kleine Ruwenberg (1726-1737, door koop), 1705-1758), advocaat
    - Mr. Gijsbert van Beresteyn, heer van Maurick (1749-1810), schepen van 's-Hertogenbosch
      - Jhr. Jacob van Beresteijn, heer van Maurick (1778-1855), drossaard, lid van de Ridderschap van Noord-Brabant
        - Jhr. Gijsbert van Beresteijn, heer van Maurick (1804-1884), lid van de Ridderschap van Noord-Brabant, laatste eigenaar van kasteel Maurick uit dit geslacht
          - Jhr. Cornelis van Beresteijn (1834-1894), burgemeester

      - Jhr. Hugo van Beresteyn (1790-1857)
        - jhr. mr. Christiaan Johannes van Beresteijn (1823-1907), vicepresident der beide gerechtshoven in Nederlands-Indië
          - Jhr. Hugo van Beresteijn (1864-1924), luitenant-kolonel
            - Jhr. Christiaan Johannes van Beresteijn (1909-1996), oud-hoofd immigratiedienst te Soerabaja
              - Jhr. Hugo van Beresteijn (1950), chef de famille en in 1988 ongehuwd

        - jhr. Paulus Anne van Beresteyn, heer van Meteren (1824-1908), directeur verzekeringsmaatschappij
          - jhr. Olphert Jean Benjamin van Beresteijn (1872-1919), journalist, hoofdredacteur en directeur Gazette de Hollande
          - jhr. mr. dr. Eeltjo Aldegondus van Beresteyn (1876-1948), burgemeester, lid van de Tweede Kamer, genealoog